# Хой (слово)
«Хой» — приветствие советских и российских панков. Имеет значение «привет», «добрый день», «здравствуйте». Также употребляется в качестве клича, например: «Панки, хой!».

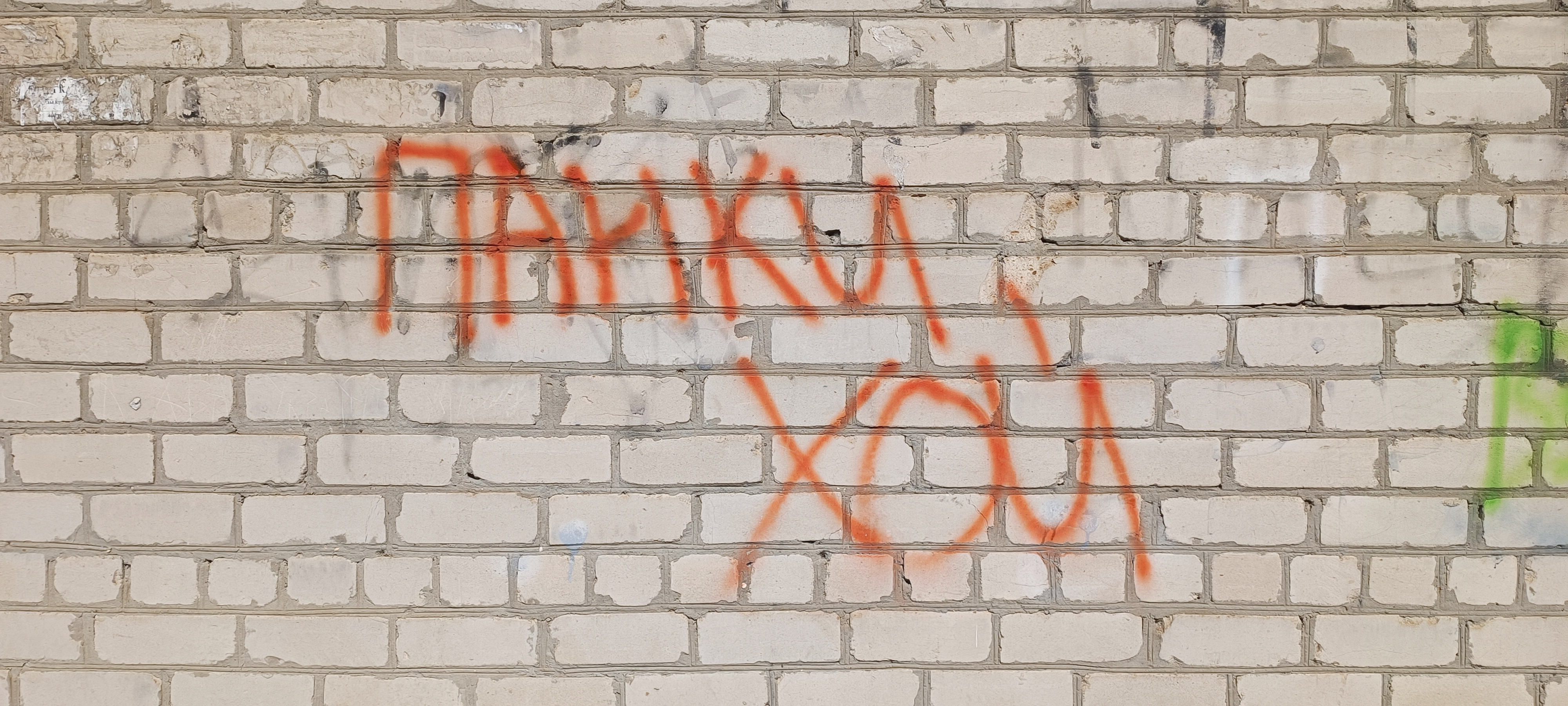
Граффити «Панки, хой». г. Мелитополь, Запорожская область, Украина. Июль 2023 года.

## Происхождение
Существует несколько версий происхождения этого слова.
Согласно одной из них, русское «Хой!» берёт свои истоки от английского «Oi!», которое служило приветствием для кокни. В конце 1970-х годов этим словом Гарри Бушелл, журналист музыкального еженедельника «Sounds», назвал направление панк-рока, которое провозглашало возврат к «истинным, пролетарским корням», пропагандировало активное противостояние власти и обществу. Слово «Oi!» стало кличем и приветствием для сторонников «Oi!-движения», оно широко использовалось в песнях «Oi!-групп». В начале 1980-х годов «Oi!» было позаимствовано советскими рок-музыкантами, которые в своём развитии в условиях «железного занавеса» воспринимали западную музыку (прежде всего, англоязычную) как образец для подражания. К возгласу «Ой!» добавилась буква Х, что сделало употребление возгласа «Хой!» довольно двусмысленным, так как оно похоже на слово из русской ненормативной лексики.
Ещё одна версия заключается в следующем: в СССР долгое время существовал режим «железного занавеса», который сильно поднял ценность зарубежной культуры в глазах молодёжи. Были популярны выражения на английском языке, но они вследствие слабой школьной программы английского языка и своеобразия мышления советской молодёжи сильно искажались. Таким образом фраза-приветствие «How are you?» («Как дела?») исказилась до «Хаю» и «Хой». Слабое место данной версии в том, что она не раскрывает причины популярности возгласа «Хой» именно в панк-сообществе.

## Авторство
Существуют разные мнения о первенстве применения слова «Хой» в русской панк-культуре. Согласно одной версии, оно придумано лидером группы «Гражданская оборона» Егором Летовым при прослушивании музыки Oi!. Мотивируя тем, что в России всё начинается с «Х», он переделал возглас «Oi!» в «Хой!». С 1984 года он регулярно использовал слово «Хой» в текстах своих песен («Детский доктор сказал „Ништяк“», «Открытая дверь», «Не смешно», «Я бесполезен» и др.) и при общении с залом на концертах именно как панк-клич, как приветствие.
Вторая версия о происхождении основана на том, что слово «хой» существовало ранее появления Егора Летова как автора-исполнителя. В альбоме «Аквариума» «Табу» (1982) есть две песни, в которых используется это слово: «Береги свой хой» (которая написана под сильным влиянием песни «Princess Of The Streets» британской панк-группы The Stranglers) и «Аристократ». В «словаре тёмных слов» к альбому была дана расшифровка слова: «Хой — творческая духовная энергия». На концерте в июне 1982 года в Ленинграде перед песней «Береги свой хой» Гребенщиков провёл загадочное «интеллектуальное разъяснение»:
Кодовое слово сегодняшнего вечера — слово Хой. Повторите, кто понял, три-четыре: ХОЙ! Прекрасно, теперь объясняю суть этого слова. Существует понятие рок-н-ролл и пока все играют Рок, а мы нет, мы играем Ролл. Вернее мы играли Ролл очень долго, теперь мы начинаем играть музыку «Ммм…». На самом деле музыка «Ммм…» играется только на двух инструментах — это Хой и Нгадла. Но вы пока ещё не готовы, поэтому мы не будем её играть…
Однако в дальнейшем Борис Гребенщиков в своём творчестве это слово не использовал. Кроме того, Гребенщиков, несмотря на некоторые эксперименты с панк-музыкой (ярче всего выразившиеся именно в альбоме «Табу»), никогда не считался панк-исполнителем, следовательно, даже если и придумал это слово, вряд ли мог быть его популяризатором как панк-приветствия.
Помимо Гребенщикова, слово «хой» в 1982 году использовал Майк Науменко в песне «Бу-бу», посвящённой Андрею Панову из группы «Автоматические удовлетворители». Песня вошла в сольный магнитоальбом Майка «LV» и предварялась выкриком «панк-рок», поскольку была написана Науменко в соответствующем стиле. Вполне вероятно, что вдохновителем использования слова «хой» в песне мог быть тот же Гребенщиков, с которым Майк сотрудничал длительное время.

## Применение
Клич «хой» широко применяется в российской панк-культуре. Его в своём творчестве использовали многие российские панк-группы: «Сектор Газа», «Король и Шут», «Гражданская Оборона», «КняZz», «Красная Плесень» и др.
Лидер группы «Сектор Газа» Юрий Клинских  носил псевдоним «Хой» и под ним завоевал популярность. Он часто употреблял клич «хой!» в начале своего творчества.
Слово «хой» использовалось и исполнителями, которые не относятся к панк-культуре. Например, в 2004 году Профессор Лебединский вместе с группой «Русский Размер» и Дмитрием Нагиевым записал пародийную песню «Я её хой» (русская версия песни «Dragostea Din Tei» молдавской музыкальной поп-группы «O-Zone»), которая некоторое время была очень популярной на радио. Также слово «хой» в своём творчестве использовали Веня Д’ркин, Noize MC, «Ленинград» и группа «Адаптация».